# Zoológico de Karagandá
El Zoológico de Karagandá es el principal parque zoológico de Karagandá, Kazajistán. Es uno de los mayores y más antiguos del país.

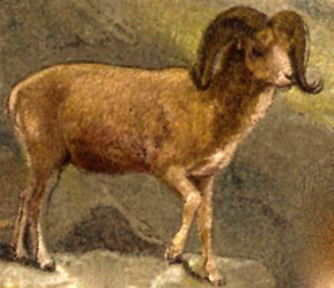
Primer logo del Zoológico de Karaganda.

## Historia
La edad exacta del zoológico de Karagandá se desconoce. Muchos documentos, lo que confirman de un origen del zoológico, se han perdido. Pocos documentos históricos, hablando del zoológico de Karagandá, se han mantenido algunos de los empleados del zoológico y la gente del pueblo, visitando el parque zoológico desde los días en que fue inaugurado.